# Cercle Esportiu Fúria
El Cercle Esportiu Fúria (Oficialment anomenat Fúria Esportiva Hospitalet) Fou un club de Futbol de l'Hospitalet del Llobregat creat al voltant de maig de 1929 i és dissolt al voltant d'octubre de 1929 quan es fusiona amb la Penya Júniors per formar la F.C. Fúria-Hospitalet.

## Història
El Cercle Esportiu Fúria es va fundar al voltant de maig de 1929 per Josep Boter Mas després que un any abans desaparegui el Sport Club Hospitalenc i es federa el 16 de setembre de 1929 amb el nom de Fúria Esportiva Hospitalet, i no comptava amb camp definit, jugaven a camps rasos com el Camp del Carrer Famades o el Camp del Carrer Canal, també podria haver tingut una secció d'Atletisme debut a què a la festa Major de 1929 la Fúria va organitzar un festival atlètic, la majoria dels membres eren del Centre Catòlic de l'Hospitalet, els directius es van adonar que calia unificar esforços en un club potent i representatiu per la ciutat amb la raó de fer un club prou fort que assumís la memòria del Sport Club Hospitalenc, ja que es fusionen amb la Penya Júniors formen la U.E. Hospitalet a voltants d'octubre de 1929.

## Uniforme
- Uniforme Titular: Samarreta negra amb Coll i Punys Blancs, Pantalons i mitjons negres